# Radmila Petrović
Radmila Petrović (rođena Miljanić, Nikšić, 19. travnja 1988.), crnogorska rukometašica koja igra na poziciji krila. Igra za ŽRK Budućnost i crnogorsku reprezentaciju za koju je debitirala na SP 2011.
Osvojila je Ligu prvaka 2012. i 2015. Visoka je 174 cm. Svoju rukometnu karijeru započela je u Ženskom rukometnom klubu Nikšić iz Nikšića, a za taj klub je debitirala u dobi od 12 godina u ženskoj rukometnoj ligi Srbije i Crne Gore. Ubrzo zatim pozvana je u pionirsku i kadetsku reprezentaciju Srbije i Crne Gore i nakon toga sa svojih 17 godina prelazi u Budućnost gdje je nastavila svoju karijeru. 